# Pfarrkirche Hall bei Admont

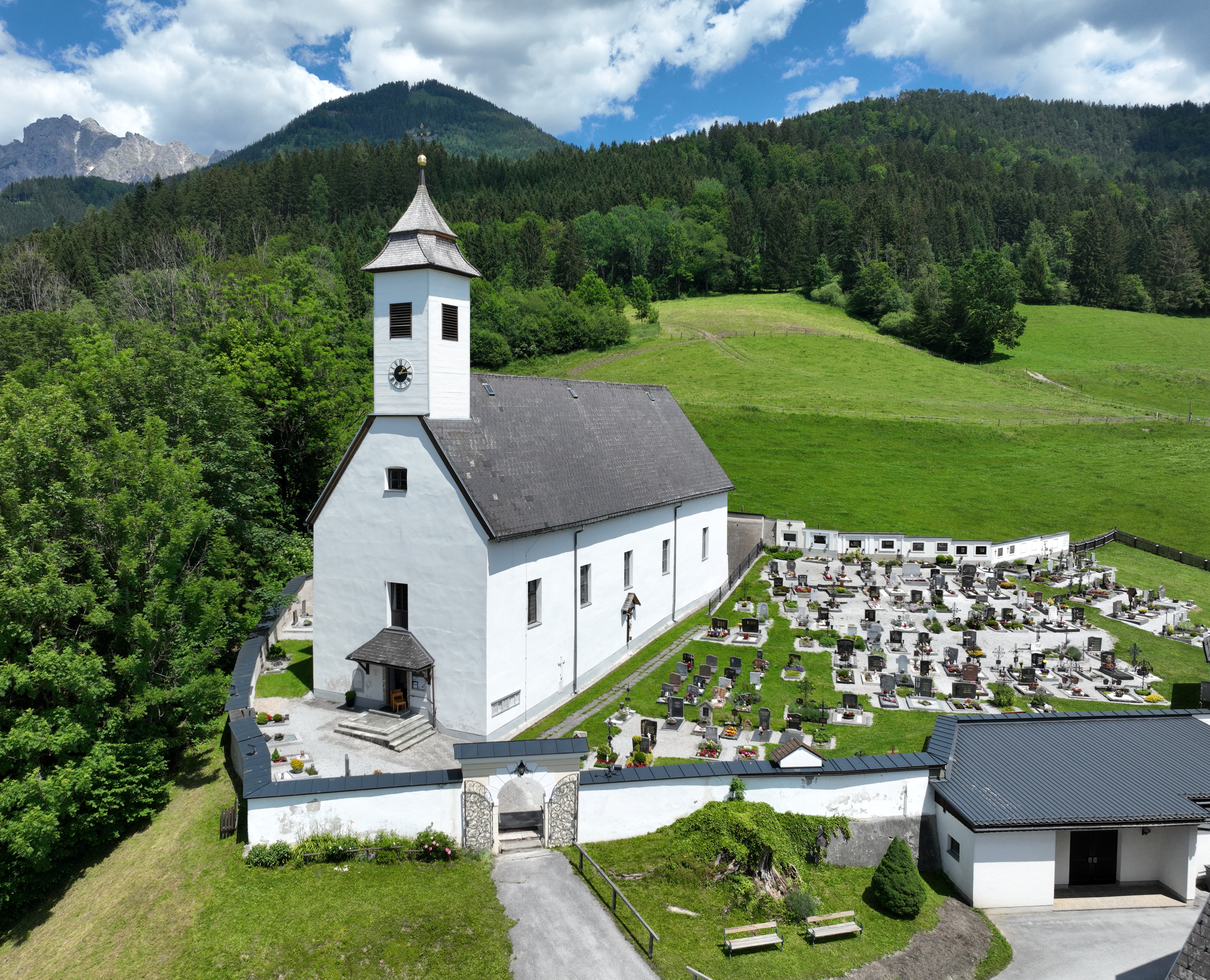
Pfarrkirche von Hall bei Admont

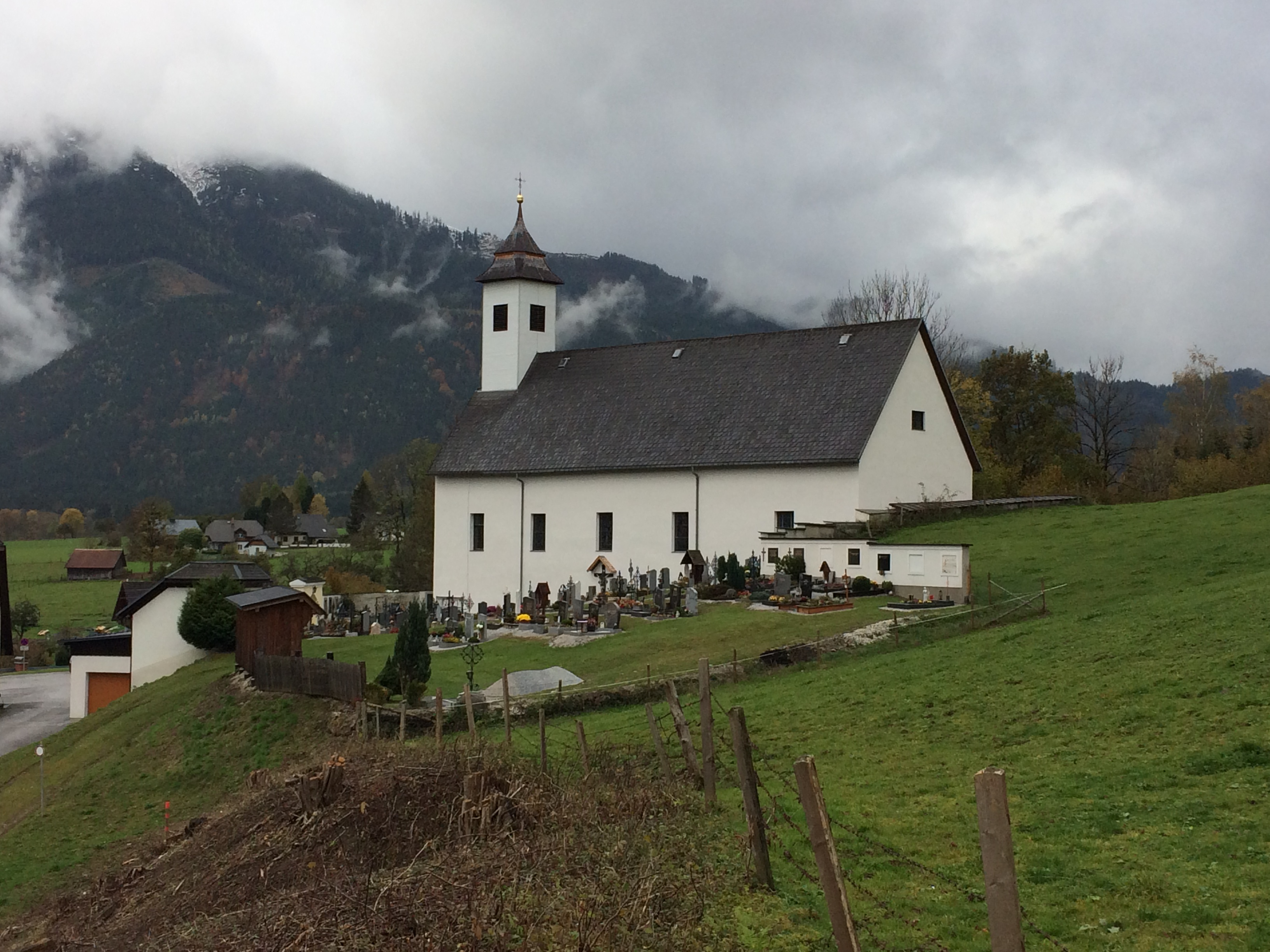
Ostansicht der Pfarrkirche

Die römisch-katholische Pfarrkirche zum Heiligen Kreuz steht auf einer Erhebung über dem Ortsteil Hall in der Marktgemeinde Admont im Ennstal im Bezirk Liezen in der Steiermark. Die Pfarrkirche zum Heiligen Kreuz ist dem Stift Admont inkorporiert und gehört zum Seelsorgeraum Admont in der Diözese Graz-Seckau. Die Kirche steht unter Denkmalschutz.

## Lagebeschreibung
Die Pfarrkirche zum Heiligen Kreuz in Hall liegt auf einem Hügel oberhalb des Dorfes Hall, umgeben von einem ummauerten Friedhof. 

## Geschichte
Bereits in der zweiten Hälfte des 11. Jahrhunderts wurde in Hall eine Kirche errichtet, wahrscheinlich kurz nach der Gründung der Benediktinerabtei Admont (1074). 1095 erfolgte die Weihe dieser ersten Kirche durch den Salzburger Erzbischof Thiemo. Diese frühe Errichtung einer Kirche in Hall hängt mit der bereits vorhandenen Infrastruktur für den Salzabbau zusammen, der dem Ort auch seinen Namen gab. Die erste Kirche in Hall dürfte bereits dem Heiligen Kreuz geweiht gewesen sein und blieb eine Filiale der großen Mutterpfarre St. Amandus in  Admont. Patres des Stiftes Admont versehen seither die Seelsorge in Hall, wenngleich bis ins frühe 17. Jahrhundert nur an Freitagen Gottesdienste gefeiert wurden (diese Freitagsgottesdienste haben sich bis heute erhalten). Regelmäßige Messfeiern an Sonn- und Festtagen sind erst ab 1675 belegt.

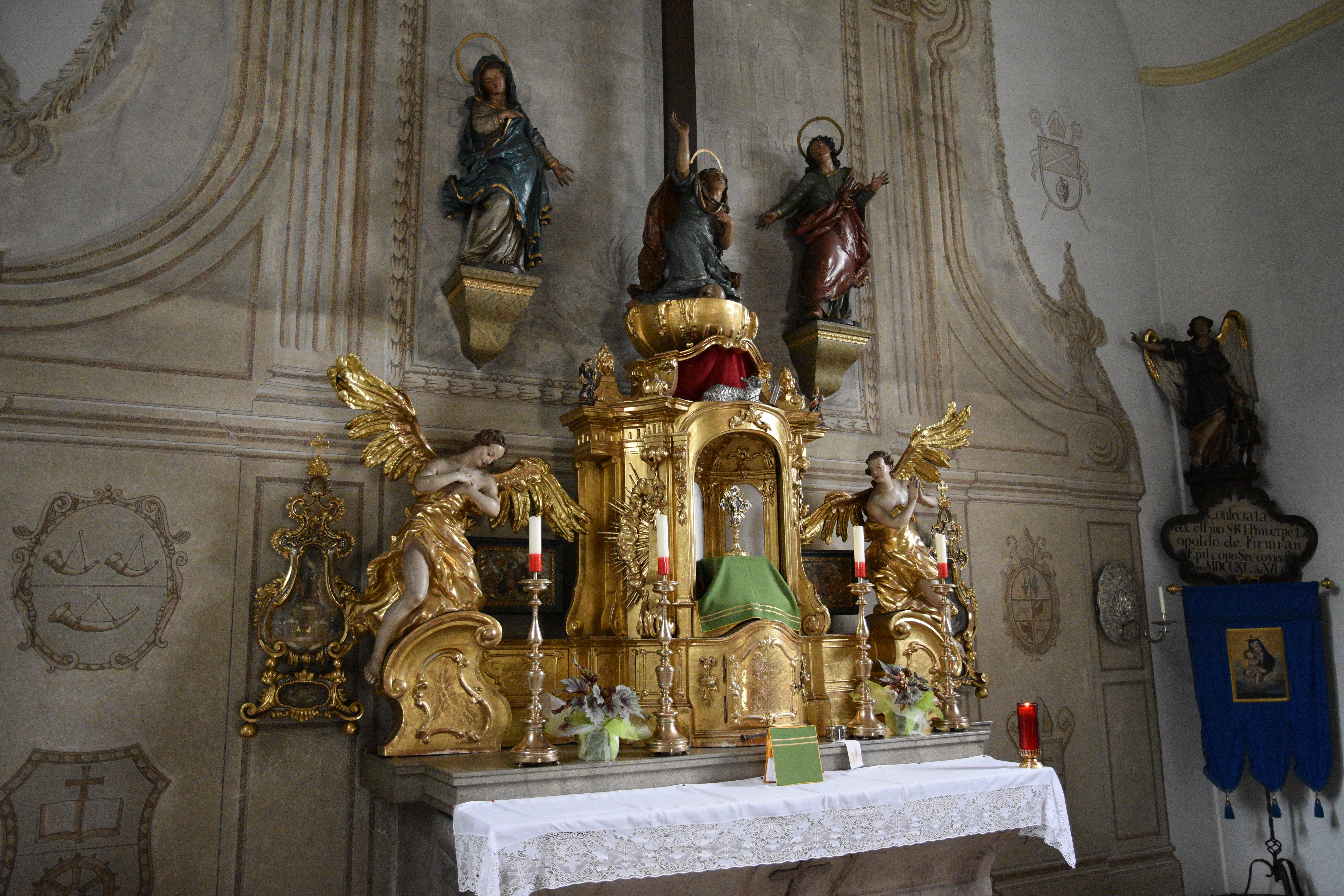
Der Altar

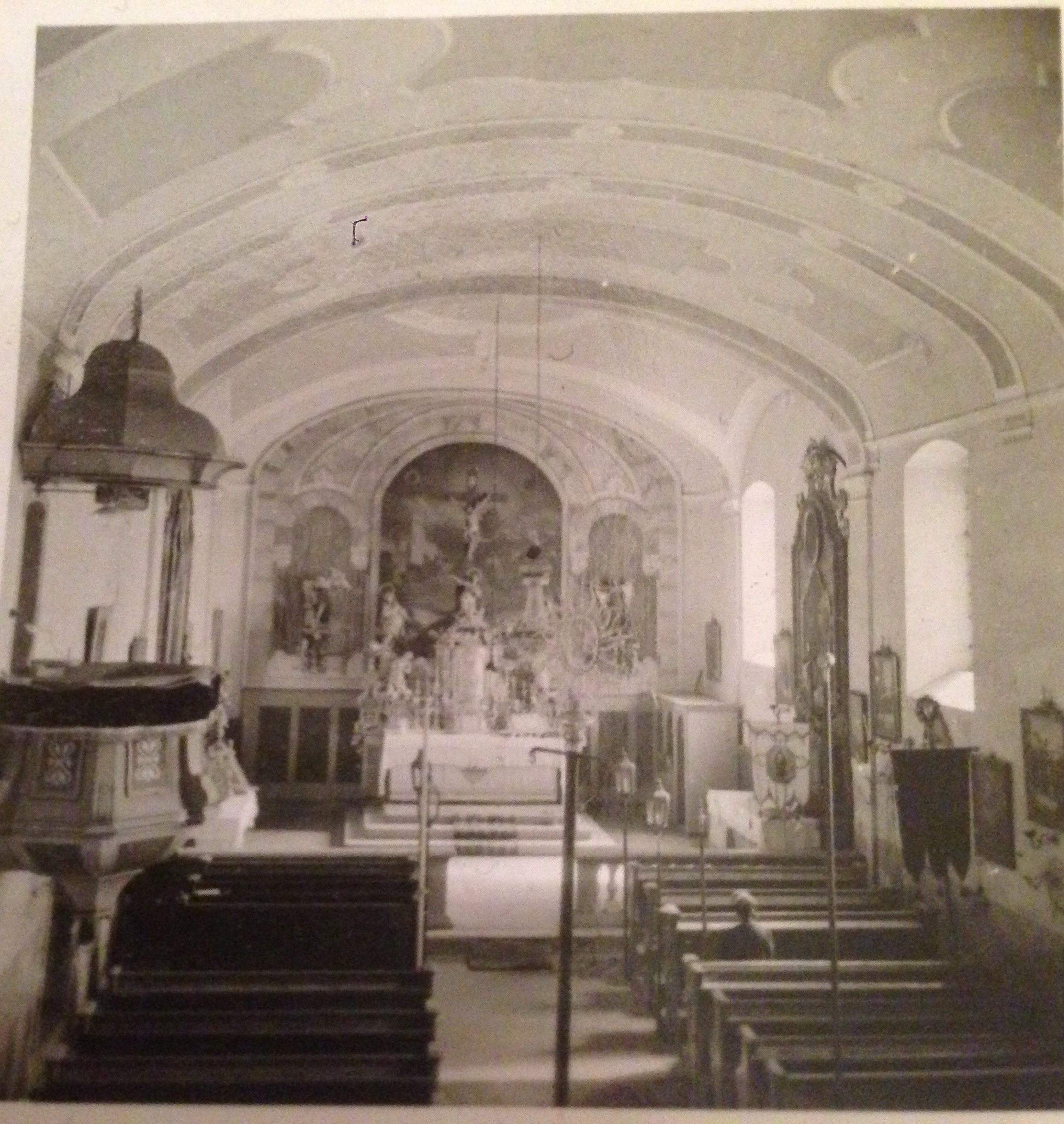
Kircheninneres um 1950

Die Heilig Kreuz-Kirche wurde in der Neuzeit immer wieder verschiedensten Renovierungs- und Umbauarbeiten unterzogen. Maßgeblich waren hierbei die Arbeiten in der ersten Hälfte des 18. Jahrhunderts, die dem Kirchenbau seine gegenwärtige Gestalt verliehen. Zu Beginn des 20. Jahrhunderts wurde der barocke Tabernakelaufbau (Veit Königer, 1776) aus der Pfarrkirche hl. Bartholomäus in Landl nach Hall übertragen. Wenig später erwarb man auch die dazu passende Barockmonstranz.
Im Zuge von Renovierungsarbeiten im Inneren (1984) wurden an der Altarwand Seccomalereien aus dem 18. Jahrhundert entdeckt, die man freilegen konnte. 1995 wurde die 900-Jahr-Feier der Kirche in Hall begangen. 2013 wurde die Kirche im Innenbereich ausgemalt und teilweise umgestaltet. Zeitgleich erhielt der Kirchturm ein neues Holzschindeldach und eine vierte Glocke; auch das Turmkreuz wurde erneuert. 2014 erfolgte schließlich die Gesamt-Außenrenovierung der Kirche.
Seit 2015 bildet die Pfarre Hall bei Admont mit der Pfarre Frauenberg an der Enns und Ardning einen Pfarrverband.
Wallfahrten
Die Haller Heilig Kreuz-Kirche wurde im Laufe der Jahrhunderte mit Reliquien ausgestattet, die einen Bezug zum Leiden und Sterben Jesu haben und die Ziel von Wallfahrern und Pilgern wurden. Erwähnenswert sind die beiden großen Reliquienschreine am Hochaltar, mit zwei Berührungsreliquien (Lanze und Nagel). Außerdem eine Monstranz mit einem Partikel vom Kreuz Jesu. Dieser wurde 1703 von Leonhard Graf Moggau der Haller Kirche geschenkt und in einer Monstranz (aus dem Stift Göss) gefasst. 

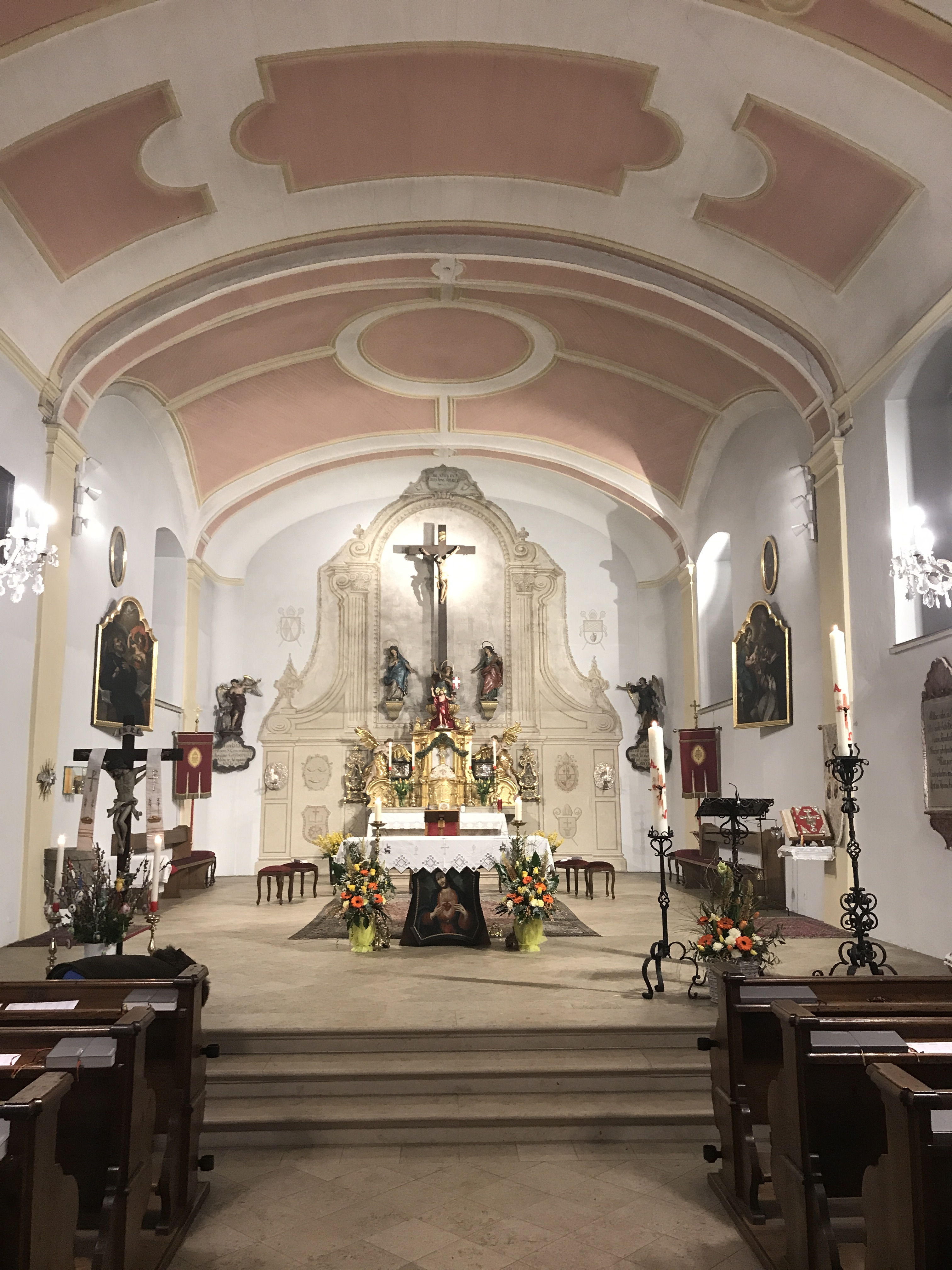
Kircheninneres heute

In der Barockzeit sind noch große Wallfahrten nach Hall belegt: Gaishorn am See, Sankt Gallen, Weng im Gesäuse und Admont.

## Architektur
Die nach außen eher schmucklose Kirche wird bekrönt von einem Dachreiter mit barocker Haube (Schindeldach und Turmkreuz 2013 erneuert). Im Inneren überrascht die Geräumigkeit – ein lichtes, vierjochiges Langhaus und ein einjochiger Chorraum mit geradem Schluss. Das Kirchengewölbe mit Stuckfelderteilung stammt aus der ersten Hälfte des 18. Jahrhunderts und wurde bei den letzten Renovierungen in den Originalfarben der Barockzeit ausgemalt.

## Ausstattung
Als Hochaltar dient ein barocker, vergoldeter Tabernakelaufbau, mit Engeln und Reliquienschreinen von Veit Königer (1776), 1908 aus der Pfarrkirche Landl übertragen. Darüber eine Kreuzigungsgruppe von Josef Stammel (1750). An der Altarwand wurden 1984 Seccomalereien aus dem 18. Jahrhundert freigelegt – ergänzt durch Wappen jener Äbte von Admont, die als Pfarrvikare in Hall dienten, seitlich davon zwei Schutzengelstatuen (1707).
Zahlreiche Barockbilder befinden sich in der Kirche, unter anderem die beiden ehemaligen Seitenaltarbilder und deren Oberbilder (Nordwand: heiliger Benedikt, darüber heiliger Florian; Südwand: heiliger Dominikus, darüber heiliger Johannes Nepomuk), sowie vier Bilder der lateinischen Kirchenlehrer: Gregor, Ambrosius, Augustinus und Hieronymus.
Weiters eine Statue der Madonna mit Kind (Kopie einer gotischen Skulptur) zwischen zwei adorierenden Engeln (19. Jahrhundert) und eine Statue des Gegeißelten Heilands an der Südwand des Kirchenschiffes (18. Jahrhundert).
Die Kreuzwegbilder an den Langhauswänden von Richard Kühlwein (Regensburg, 1910).

### Orgel
Die Orgel ist ein Werk von Josef Mauracher aus 1891 (ein Manual, Pedal; sechs Register)

### Glocken
Im Dachreiter der Kirchen befindet sich ein vierstimmiges Geläute.
- 1. Glocke: „Benedikt“, Perner (Passau) 1981, Ton h´
- 2. Glocke: „Maria“, Perner (Passau) 1981, Ton e´´
- 3. Glocke: „Heiliges Kreuz“, Perner (Passau) 1981, Ton g´´
- 4. Glocke: „Johannes der Täufer“, St. Florian 1954, Ton h´´. Diese Glocke wurde 2013 aus dem Stift Admont nach Hall übertragen.